# Geestgottberg
Geestgottberg è una frazione della città tedesca di Seehausen (Altmark).

## Storia
Già comune autonomo, il 1º gennaio 2010 è stato aggregato a Seehausen.